# Hypnum andoi
Hypnum andoi là một loài Rêu trong họ Hypnaceae. Loài này được A.J.E. Sm. mô tả khoa học đầu tiên năm 1981.

## Hình ảnh

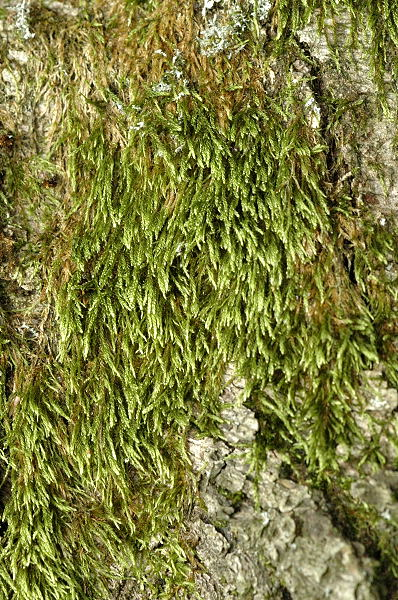
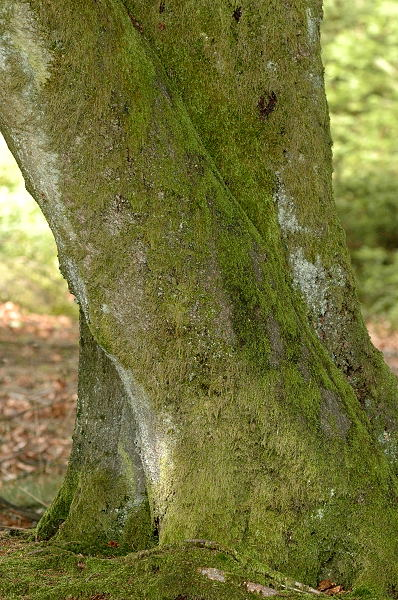